# Godzilla: Monster of Monsters
Godzilla: Monster of Monsters! (en japonés: ゴ ジ ラ) es un videojuego de Nintendo Entertainment System lanzado en los EE. UU. en 1988 por Toho Co., Ltd. La versión norteamericana elimina todas las referencias a Toho Cenfile-Soft Library y Compile, acreditando el juego a Toho Eizo en la pantalla de título.

## Historia
El misterioso Planeta X aparece cuando Plutón y Neptuno cambian de posición en el sistema solar, y sus habitantes comienzan un intento de conquistar la Tierra, utilizando una legión de monstruos espaciales (aunque algunas de estas criaturas eran de hecho de la Tierra) como su principal fuerza de ataque. . El Rey de los Monstruos, Godzilla, une fuerzas con el monstruo guardián Mothra y las fuerzas de la Tierra para repeler las fuerzas de invasión.

## Jugabilidad
El juego presenta dos personajes jugables, Godzilla y Mothra (que originalmente apareció en su propia película y luego se convirtió en un monstruo regular para luchar junto a Godzilla). El jugador usa ambos monstruos a su vez seleccionando el personaje deseado en un tablero de juego virtual, representativo del planeta en el que se encuentra, y moviéndolo como una pieza de ajedrez. Cada espacio es un hexágono que representa el nivel de desplazamiento lateral jugable. Hay zonas rocosas, zonas selváticas, zonas urbanas y zonas hiperespaciales. Las zonas hiperespaciales presentan peleas con el Matango, Dogora y el Goten. Las naves espaciales alienígenas se asemejan al diseño de  Atragon  y  La guerra en el espacio.
Cada tablero contiene varios monstruos de la serie Godzilla y algunos de otras películas de Toho y el objetivo es eliminar cada tablero de monstruos enemigos antes de avanzar al siguiente tablero. Las batallas se libran cuando el jugador mueve a Godzilla o Mothra junto a un monstruo enemigo, y recuerdan a una partida de un juego de lucha. El jugador juega un pequeño nivel de desplazamiento lateral para cada espacio avanzado, y si uno se ha movido adyacente al monstruo, una batalla sigue a las etapas de desplazamiento lateral. Aparecen más monstruos en cada etapa hasta que aparecen casi todos los monstruos del juego. Cuando el jugador llega al Planeta X, todos los monstruos anteriores están presentes junto con el propio Rey Ghidorah. Las batallas de monstruos tienen un límite de tiempo de cuarenta segundos, pero carecen de un temporizador de cuenta atrás.
Los monstruos del juego (en orden de enfrentamiento y con sus planetas correspondientes):
- Tierra: Gezora - Un calamar gigante o una criatura parecida a sepia (originalmente de la película de 1970  Space Amoeba )
- Tierra: Moguera - Un robot gigante (originalmente de la película de 1957  The Mysterians )
- Marte: Varan - Un lagarto planeador gigante (originalmente de la película de 1958  Varan the Unbelievable )
- Júpiter: Hedorah - Una criatura alienígena gigante que se alimenta de la contaminación (de la película  Godzilla  de 1971  Godzilla vs. Hedorah )
- Saturno: Baragon - Un dinosaurio que escupe fuego (originalmente de la película de 1965  Frankenstein Conquers the World )
- Urano: Gigan - Un monstruo cyborg con brazos afilados (de la película  Godzilla  de 1972  Godzilla vs. Gigan )
- Plutón: Mechagodzilla - Una réplica robótica de Godzilla (de la película  Godzilla  de 1974  Godzilla vs. Mechagodzilla )
- Planeta X: King Ghidorah - Un dragón gigante de tres cabezas (de la película  Godzilla  de 1964  Ghidorah, el monstruo de tres cabezas )

El hongo kaiju titular de la película de 1963  Matango  aparece como jefes intermedios en las primeras etapas del juego. En etapas posteriores, ese papel va a "Gohten", el acorazado espacial de la película de ciencia ficción de 1977 "La guerra en el espacio".
El hongo kaiju titular de la película de 1963 "Matango" aparece como jefes intermedios en las primeras etapas del juego. En etapas posteriores, ese papel va a "Gohten", el acorazado espacial de la película de ciencia ficción de 1977 "La guerra en el espacio".
Además,  Dogora  de la película de 1964 del mismo nombre y la criatura Manda de la película de 1963 'Atragon' 'aparecen como enemigos comunes durante todo el juego.

## Secuelas
Más tarde, se hizo una secuela llamada  Godzilla 2: War of the Monsters . El jugador controla el ejército, tratando de proteger a Japón de los personajes de "Godzilla".

## En cultura popular
Este juego se centró en un popular creepypasta titulado "NES Godzilla Creepypasta", donde un fanático del juego termina jugando una versión retorcida del juego poseído por una entidad demoníaca viciosa llamada Red, un monstruo rojo esquelético que distorsiona el juego a profundidades infernales y poco realistas, que tiene una historia con la difunta novia del narrador. La historia se destaca por presentar también una gran cantidad de "capturas de pantalla" de la versión ficticia del juego. Actualmente se está desarrollando un fangame con una demo que se lanzará en 2017.